# Port de Territet

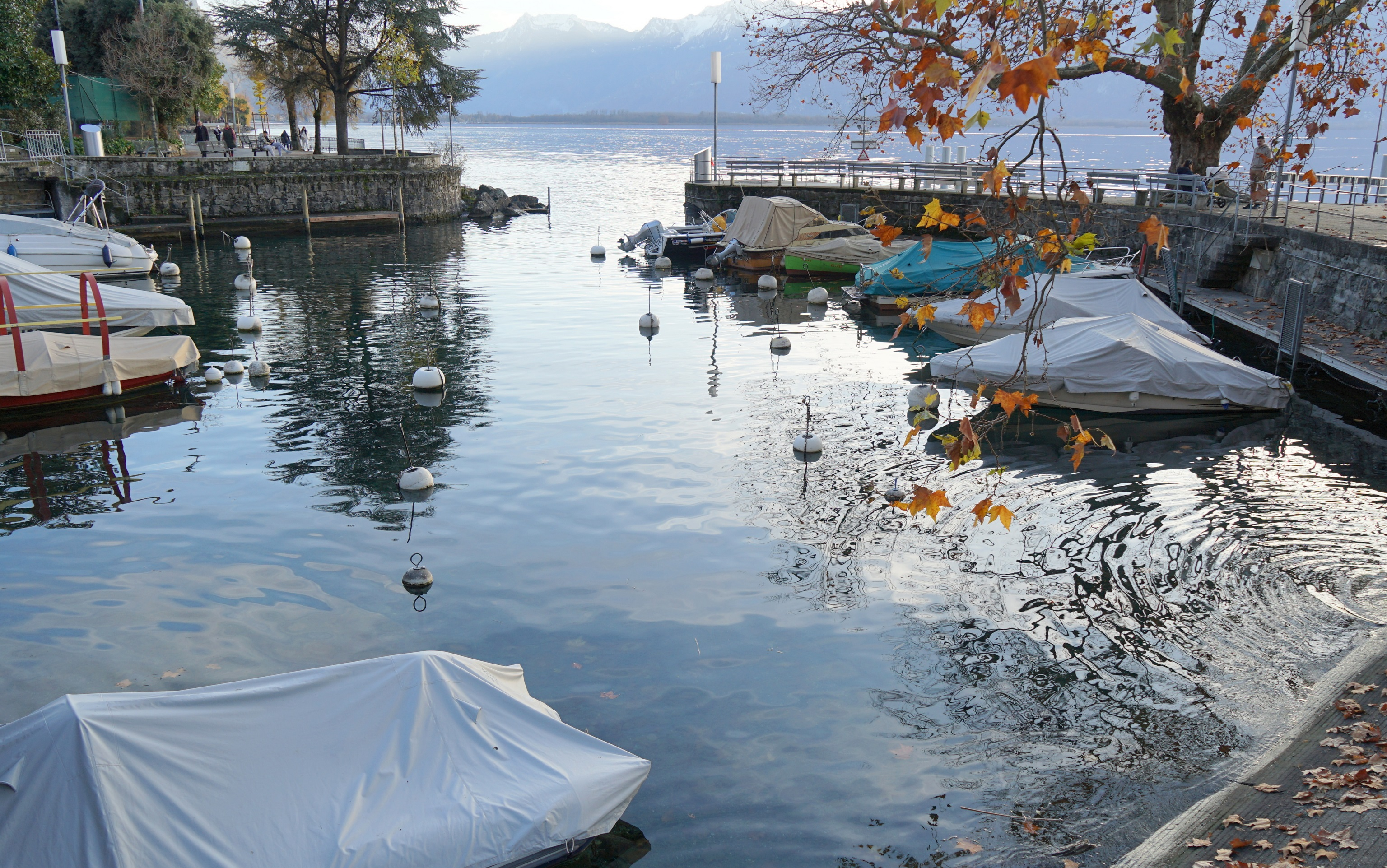
Ansicht des Hafens (2022)

Der Port de Territet ist ein kleiner Binnenhafen am Genfersee in Territet in der Gemeinde Montreux im Schweizer Kanton Waadt.

## Lage und Beschreibung
Der Hafen liegt am nordwestlichen Ende des Orts Territet auf 372 m ü. M. Oberhalb liegen der Bahnhof und das ehemalige Hôtel des Alpes-Grand Hôtel. Der Hafen ist mit einer Breite der Einfahrt von sechs Metern und einer Tiefe von 1,2 Metern nur für kleinere Boote geeignet. Er bietet 21 Liegeplätze, davon ist einer für Besucher ausgewiesen. Die Einfahrt wird nachts durch zwei Molenfeuer in grün und rot gekennzeichnet.
Die Passagierschiffe der Compagnie Générale de Navigation sur le Lac Léman machen am Anleger vor der nördlichen Mole fest. Die örtliche Sektion Société internationale de sauvetage du Léman unterhält zwei Rettungsboote in Territet. Ein weiteres Ruderboot, die Dame du Lac, wurde am 8. Mai 1926 getauft.

## Geschichte
Bis zur Eröffnung der Eisenbahn 1861 hatten Schiffe eine grosse Bedeutung für den örtlichen Tourismus.
Die Uferpromenade ist nach Ami Chessex benannt, der 1877 den Auftrag zum Bau des Grand Hôtels gab.

## Belege
1. ↑  notrehistoire.ch: Port de Territet, baptême de la Dame du Lac. (französisch, abgerufen am 13. Dezember 2022)

Koordinaten: 46° 25′ 30,9″ N, 6° 55′ 21,6″ O; CH1903: 560336 / 141676